# Cuisine romagnole

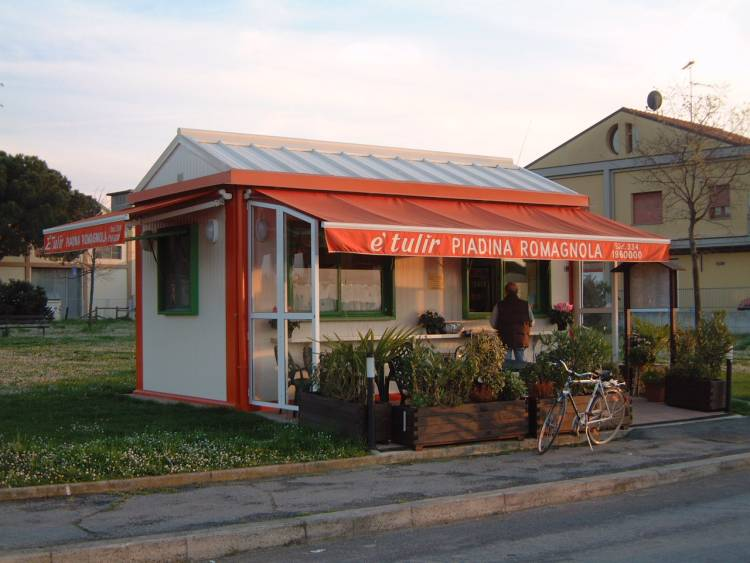
Kiosque de vente de piadina et de crescione.

La cuisine romagnole est une cuisine d'inspiration paysanne, à base de produits frais et régionaux. La cuisine romagnole à base de poisson ne se trouve qu'au bord de l'Adriatique et s'étend très peu à l'intérieur du territoire.
Cette cuisine est répandue au niveau familial et  dans les fermes-auberges pratiquant l'agrotourisme courantes en Romagne.

## Piadina
Sorte de pain azyme plat, de forme circulaire on le trouve sur le territoire de la Romagne, traditionnellement vendue dans des kiosques sur le bord des routes, dans les petites boutiques de village et dans les grands magasins. Elle est servie pour remplacer le pain, ou avec de la charcuterie, en sandwich, ou tartinée de squacquerone (fromage romagnol) et accompagnée de roquette.

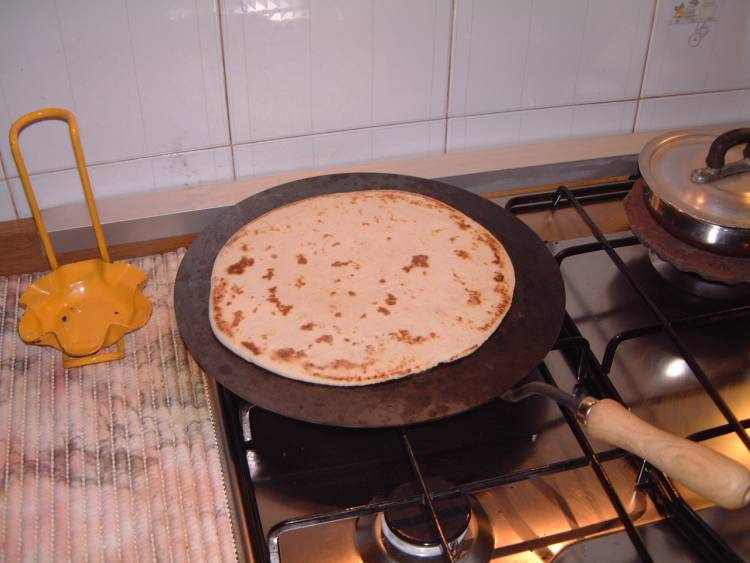
Cuisson de la piadina sur plaque de métal.

La piadina, ou piada, est composée d’une pâte de farine de blé, saindoux (ou huile d’olive), sel et eau, cuite traditionnellement sur un plat en terre cuite (dit teglia, en italien, ou teggia, en dialecte romagnol), mais plus communément sur une plaque de métal. Jusque dans les années 1950, c’était le pain des pauvres.

### Lieu d’origine
La piadina est caractéristique des Apennins, entre Forlì et Rimini, présente dans la province de Ravenne et la Romagne, partiellement dans la province de Pesaro et Urbino et dans la République de Saint-Marin. La présentation n’est pas uniforme : la piadina, à Forlì et Ravenne, est plus épaisse, alors qu’à Rimini, où elle est nommée piada, elle est très fine, et celle de Pesaro, crescia ou crostolo, est feuilletée et parfumée.
La piadina farcie est pliée en deux et farcie de différents ingrédients : rondelles de saucisse cuites au gril ; diverses charcuteries de porc ; porchetta (cochon entier farci aux herbes aromatiques et cuit à la broche) ; roquette et squacquerone ; légumes et épinards gratinés. En version sucrée, on peut utiliser du Nutella ou de la confiture.

### Crescione

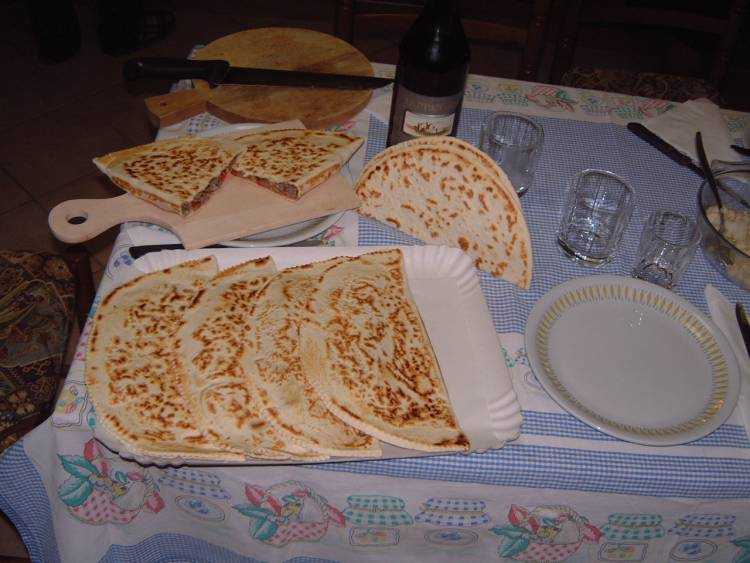
Crescione farcis.

Le crescione ou cassone (la seconde définition est celle utilisée à Rimini) est une préparation typique basée sur la piadina, où la feuille est farcie, repliée et fermée avant la cuisson. Les farces les plus courantes, avec quelques variations en fonction du lieu, sont aux herbes (épinards et/ou bette à carde) ; base de mozzarella et tomate, accompagnées éventuellement de salami ; potiron et patate (préalablement cuits). Comme pour les pizzas, différents accompagnements sont utilisés, comme le thon-oignon, saucisse-champignon, ou encore viande-œuf.

### Rotolo
Forme récente et moins diffuse sont les « rouleaux » (rotolo), préparés en faisant une piadina fine, farcie avec les mêmes ingrédients que la pizza, et roulée sur elle-même, puis cuite sur la plaque.

## Les pâtes
Les pâtes aux œufs faites maison sont une coutume très répandue, particulièrement sous forme de pappardelles en bouillon ; cappelletti, en bouillon ou en sauce ragù, ou avec crème, parmesan et jambon cuit ; tagliatelles, lasagnes. Les autres types de pâtes typiques de Césène sont les strozzapreti, servis également en sauce ragù et les passatelli en bouillon.

### Cappelletti

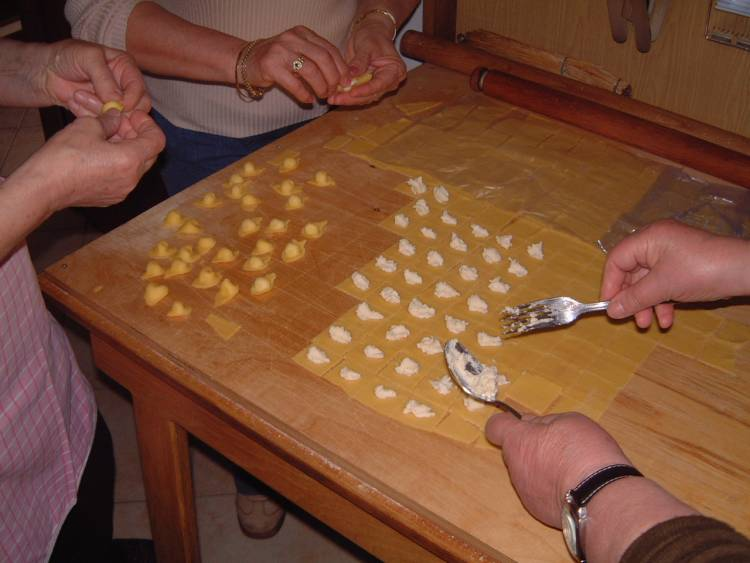
Préparation des cappelletti.

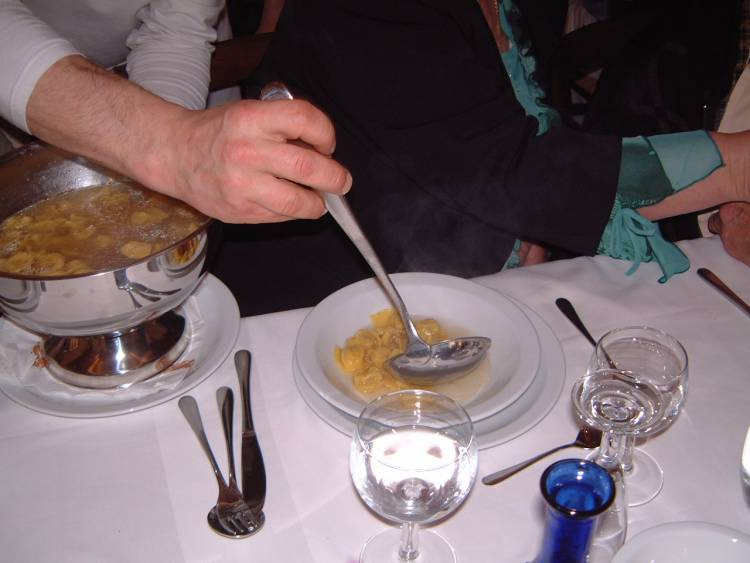
Assiette de cappelletti.

Les cappelletti sont des carrés de pâte farcie, pliés en deux en triangle et reliés aux extrémités par un geste rapide et expert autour d’un doigt de la main.
C’est le plat national de toute l'Émilie-Romagne, dont l'origine remonte au XIIIe siècle, selon des traces écrites retrouvées à Reggio d'Émilie. Quant à la farce, elle peut être à base de ricotta ou de fromage frais (type Carré Frais), parmesan et aromates, selon les localités ; il existe un débat sur l'ajout de viande (blanc de poulet, jambon de Parme, mortadelle) ou non.
Ils sont généralement consommés dans un bouillon (type pot-au-feu avec poule, bœuf et légumes).

### Passatelli

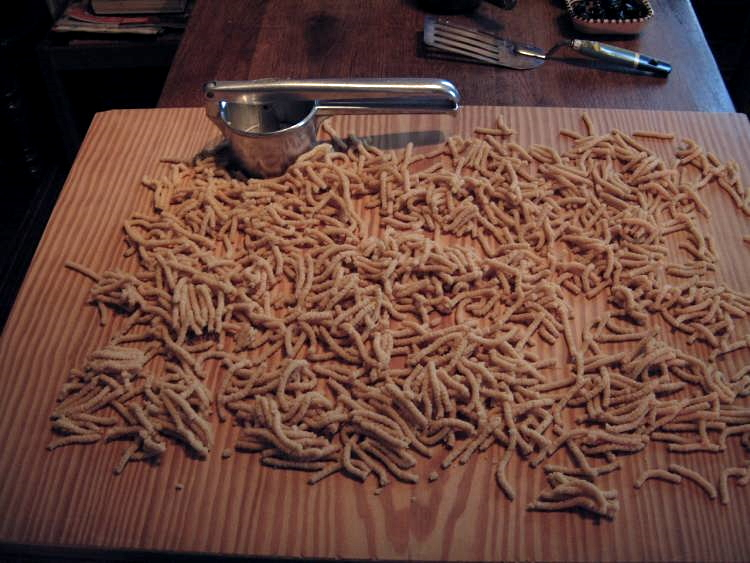
Préparation des passatelli.

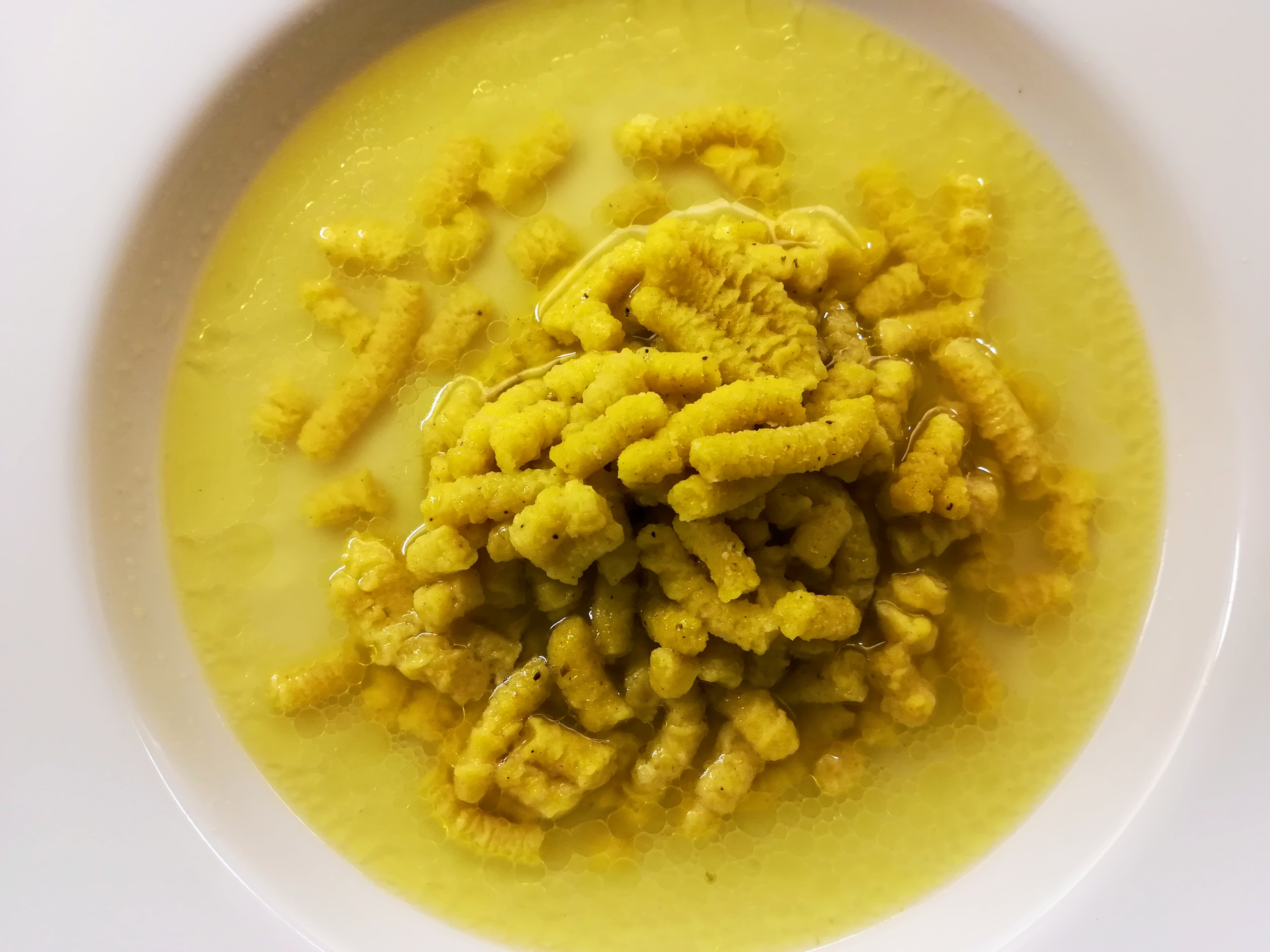
Assiette de passatelli.

Les passatelli sont des pâtes habituellement cuites dans un bouillon de poulet. Elles sont préparées avec du pain émietté, du parmesan, un œuf, une pincée de noix de muscade et le zeste râpé d’un citron. On obtient une pâte avec laquelle, à l'aide d'un appareil spécial, on réalise des gros vermicelles (environ 6 mm de diamètre) qui seront cuits dans le bouillon.
L’appareil présenté sur la photo ci-contre ressemble à un presse-purée et remplace un antique appareil, bien moins maniable.

### Tagliatelles
Les tagliatelles sont des pâtes aux œufs typiques de Bologne, de l'Émilie-Romagne, des Marches et de la Vénétie. Leur nom dérive du verbe tagliare (« tailler »), étant donné qu'elles s’obtiennent en taillant la pâte étendue en feuilles fines, « essuyées » (légèrement séchées pour qu’elles ne collent pas entre elles), puis roulées. L’épaisseur de la pâte doit être de 5 à 8 dixièmes de mm et la largeur de 7 mm. L’accompagnement le plus typique est la sauce bolognaise, mais on peut utiliser différents accompagnements, comme du jambon ou de la crème.

### Pappardelles
Même pâte que les tagliatelles, la feuille n’est pas roulée mais découpée en bandes de 15 à 20 mm de large, avec une roulette crantée spéciale. Les bandes sont essuyées avant d’être cuites dans le bouillon de pot-au-feu (pour la soupe, cas le plus courant), ou cuites à l’eau pour la consommation en ragù.

### Lasagne
La lasagne est un type de pâte avec laquelle on confectionne un plat typiquement régional, originaire de l'Émilie-Romagne et de Saint-Marin, mais commun à toute l’Italie. La lasagne est cuite au four, dans un plat, avec un certain nombre de couches superposées de pâte fine, alternées avec de la sauce béchamel et la sauce bolognaise ; on saupoudre de parmesan la couche du dessus. En Ligurie, elle est confectionnée avec une sauce au pesto au lieu du ragù.
La pâte des lasagnes peut être colorée en vert en la préparant avec des épinards cuits.

### Strozzapreti
Les strozzapreti (« étrangle-prêtre », en français) sont un type de pâte en sauce caractéristique d’Italie, en particulier de l’Émilie-Romagne. C'est une pâte simple, faite maison, qui utilise des ingrédients de base mais qui demande une manipulation spéciale. La feuille assez épaisse, étendue au rouleau, est taillée en bandes d’environ 1-1,5 cm de largeur. Puis les bandes sont coupées en morceaux d’environ 5 cm de longueur et roulées manuellement une à une (en forme de gros vermicelle). Ce type de pâte est accompagné d’une sauce ou de ragù bien relevé.

### Maltagliati
Les maltagliati sont une autre forme de pâtes dont le nom signifie en français « mal coupé ». Elles se servent avec des légumes comme des fleurs de courgette, des asperges, des tomates, des pois chiches ou encore des aubergines. Elles peuvent très bien se manger avec du poisson ou des fruits de mer comme des moules. Ce sont des petits morceaux de pâtes fines et généralement de forme plutôt carrées.

## Les viandes
- Castrato, ou viande d'animal castré (agneau, veau, etc.) ;
- Ciccioli, ou grattons ;
- Coppa, sorte de gros salami, obtenue avec les parties musculaires du cou ; elle subit un procédé de salaison lors duquel sont ajoutés différents aromates et épices, et ensuite liée pour la maturation, qui va de 3 à 6 mois ;
- Cotechino, grosse saucisse à cuire à base de couenne et de lard, enveloppe de boyau de porc ;
- Grigliata, ou grillade de porc sur la grille, ou en brochette ;
- Jambon de Parme ;
- Porchetta, porc entier farci avec des herbes et des aromates, cuit à la broche et découpé en tranches ;
- Salsiccia, saucisse de porc très parfumée.

## Les fromages
- Formaggio di fossa, « fromage de fosse », obtenu à partir de pur lait de chèvre ou mixte, affiné 3 mois dans des fosses de forme ovale (antérieurement utilisées pour stocker le grain), creusées dans le tuf. Il est originaire de Sogliano al Rubicone et Sant'Agata Feltria ;
- Mascarpone, originaire de Lombardie, obtenu à partir de la crème de lait ;
- Raviggiolo, fromage apparu en 1515 et utilisé pour les cappelletti ;
- Squacquerone, fromage au lait entier ;
- Stracchino, originaire de Lombardie ; il est très apprécié avec la piadina.

## Les cépages
- Albana ;
- cagnina ;
- Pagadebit ;
- Sangiovese ;
- Trebbiano.